# Fortaleza de Golubac
La Fortaleza de Golubac (en serbio, Golubački grad) es una fortificación medieval ubicada en la orilla sur del río Danubio, 4 km río abajo de la localidad de Golubac, en Serbia. La fortaleza, probablemente construida en el siglo XIV, se divide en tres partes que fueron erigidas en varias etapas. Cuenta con diez torres, la mayoría de planta cuadrada y algunas de ellas con refuerzos en sus muros para soportar el poder de las armas de fuego.
La fortaleza de Golubac ha tenido una historia tumultuosa. Antes de su construcción en el lugar se encontraba un asentamiento romano y en la Edad Media fue escenario de diversas batallas, especialmente entre el Reino de Hungría y el Imperio otomano. El lugar cambió de manos numerosas veces entre turcos, serbios, búlgaros, húngaros y austríacos hasta 1867, año en que fue entregada al Kniaz serbio Miguel III Obrenović. En la actualidad, la fortaleza es una atracción turística muy popular en la región y uno de los lugares más visitados por las rutas en barco del Danubio.

## Ubicación
Golubac, localidad del distrito de Braničevo ubicada al noreste de Serbia muy cerca de la frontera con Rumanía, marca la entrada al parque nacional Puertas de Hierro (Đerdap en idioma serbio). La fortificación está estratégicamente situada en la orilla sur del río Danubio, dónde este se estrecha a su paso por la garganta llamada Puertas de Hierro y facilitaba el control del tráfico fluvial y el cobro de impuestos, algo que en la Edad Media se hacía gracias a una gran cadena que unía la fortaleza con Babakaj, una roca en la orilla contraria.